# Tailandia en el Festival de la Canción de la UAR
Tailandia hizo su debut en el Festival Televisivo de la Canción de la UAR 2013. La emisora tailandesa, Thai Public Broadcasting Service (TPBS), fue el organizador de la entrada tailandesa desde el debut del país en el certamen.

## Historia
TPBS hará su debut en el Festival Televisivo de la Canción de la UAR en el festival de 2013, en Hanói, Vietnam.

## Participaciones de Tailandia en el Festival de la Canción de la UAR
| Año  | Sede  | Artista           | Canción                           | Idioma | N.º de Actuación |
| ---- | ----- | ----------------- | --------------------------------- | ------ | ---------------- |
| 2013 | Hanói | Kandy             | "The Dancing Arts of Thai Boxing" | Inglés | N.º 05           |
| 2014 | Macao | Jetrin Wattanasin | "7th Heaven"                      | Inglés |                  |